# Изабелла Музурбаева
Изабелла Музурбаева (Izabella Muzurbaeva) — кыргызско-турецкая актриса театра и кино, каскадер.

## Биография
Она родилась 12 октября 1996 года в Таласской области Кыргызстана, а выросла в городе Бишкек. В 2018 году окончила факультет художеств Кыргызско-Турецкого университета «Манас», специализируясь на театральном искусстве.
В 2019 году она начала работать в Государственном национальном русском театре драмы имени Ч. Айтматова. В 2022 году поступила в магистратуру Государственной консерватории Стамбульского университета по направлению «Сценическое искусство», продолжив свою карьеру в Турции.

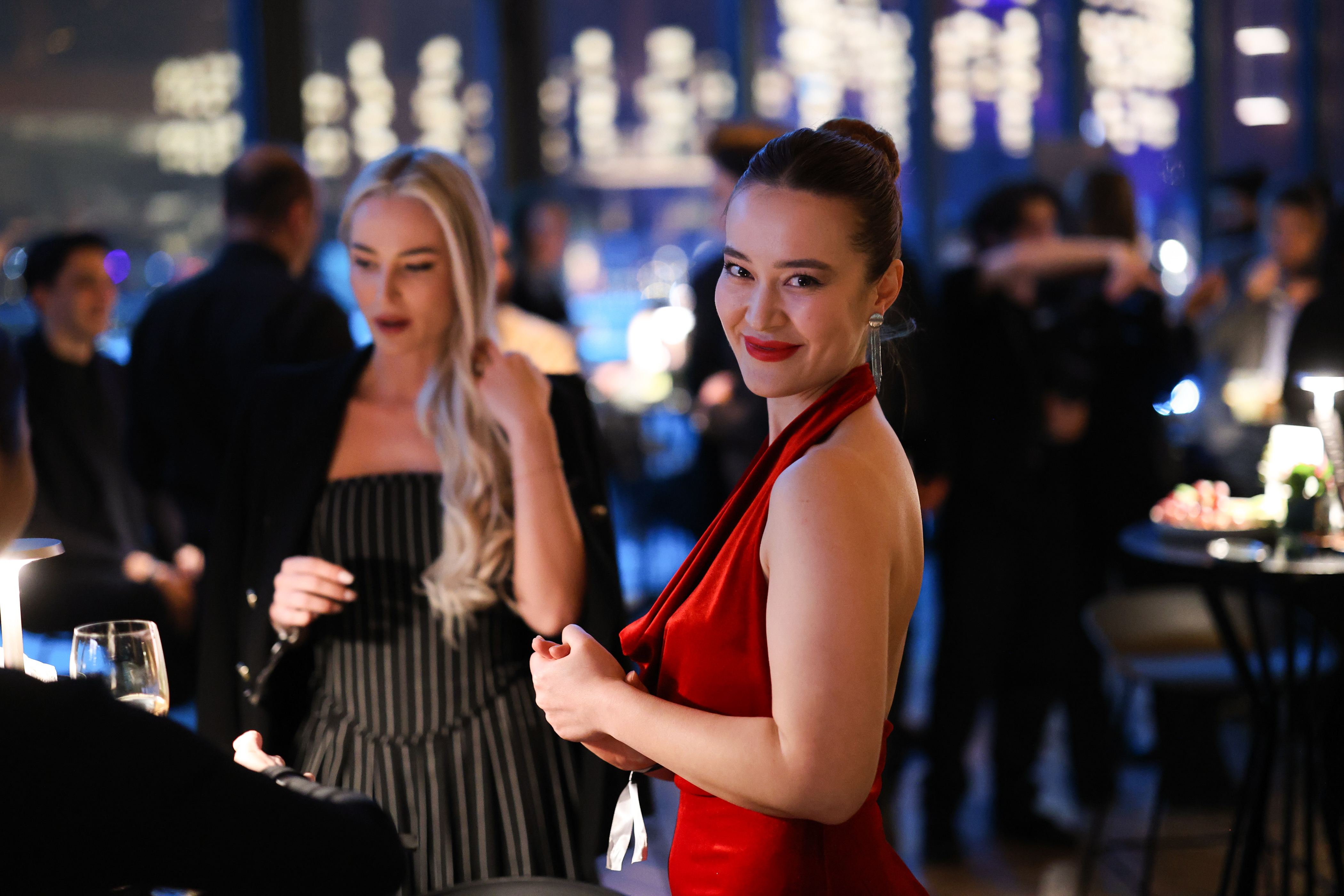
Изабелла Музурбаева

В Кыргызстане Изабелла Музурбаева снялась в фильмах: «Напарники 2» (2019), «Кыялкэштер» (2020), «Зомбеты» (2020). Она также исполнила роль Клементины в спектакле «Забыть Герострата» (режиссёр — Шамиль Дыйканбаев), роль Марии в спектакле «Девки» (режиссёр — Чагалдак Замирбеков) и роль Елизаветы II в спектакле «Юбилей ювелира» (режиссёр — Валерий Крайнов).
Переехав в Стамбул, она начала участвовать в проектах как актриса и проявила себя как каскадер. Сыграла роль в знаменитых сериалах, таких как «Моя прекрасная жизнь» (Şahane Hayatım), который транслируется на канале Fox, «Алсанжак» (Alsancak), «Мои братья, мои сестры» (Kardeşlerim). В качестве каскадера она снималась во многих проектах, среди которых есть проект Netflix «От кого мы убегали, мама?» (Biz kimden kaçıyorduk anne).
В 2023 году Изабелла Музурбаева приняла участие в международной летней театральной школе Союза театральных деятелей Российской Федерации, где прошла повышение квалификации как актриса. Она также сыграла в спектакле «История красоты, история уродства» под руководством режиссёра Кирила Вытоптова.
На данный момент[какой?] она снимается в турецком фильме от Disney+ под названием «Умами» (Umami). Также работает над дипломной работой на тему «Актерская игра в театре и кино. Перформанс одного актёра».

## Хобби
В свободное время увлекается спортом. С детства занималась баскетболом, мам рестлингом и традиционной стрельбой из лука. Также участвовала в международных соревнованиях. Танцует современные и латиноамериканские танцы. Увлекается боевыми искусствами.
В традиционной стрельбе из лука принимала участие в Всемирных играх кочевников 2022 года в городе Изник, а также в турецком турнире Fetih Kupası в 2023 году.

## Фильмография

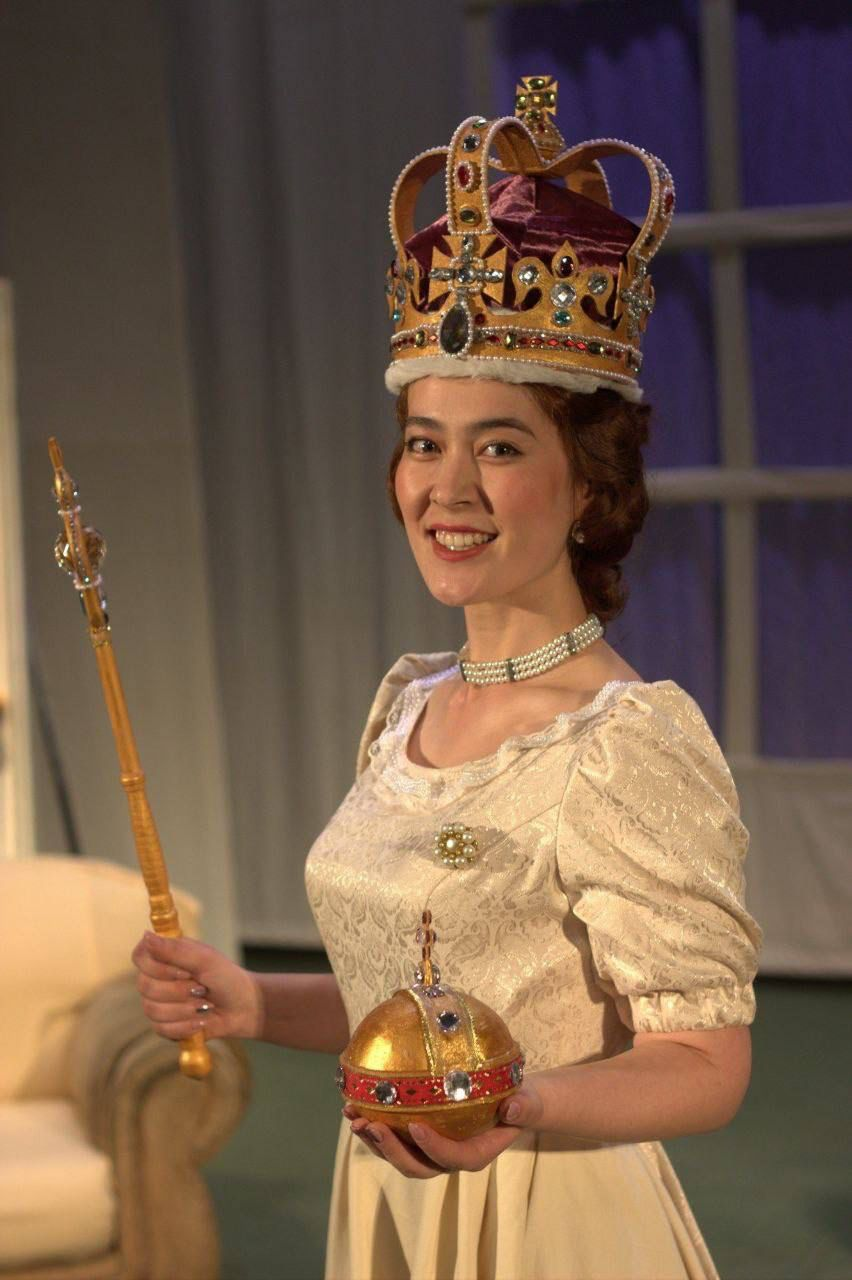
Елизаветта II «Юбилей ювелира» Николо Маколлиф

| Год       | Название                      | Оригинальное название                                   | Роль                 | Режиссёр                 | Страна     |
| --------- | ----------------------------- | ------------------------------------------------------- | -------------------- | ------------------------ | ---------- |
| 2019      | «Напарники 2»                 | «Напарниктер 2»                                         | медсестра            | Бакыт Осмонканов         | Кыргызстан |
| 2020      | «Кыялкэштер»                  |                                                         | секретарь            | Сүйүн Откеев             | Кыргызстан |
| 2020      | «Зомбеты»                     |                                                         | Зомбиха              | Данияр Болотбеков        | Кыргызстан |
| 2022      | «Мои братья, мои сестры»      | «Kardeşlerim»                                           | иностранка           | Serkan Birinci           | Турция     |
| 2022      | «От кого мы убегали, мама?»   | «Biz kimden kaçıyorduk anne?» Who Were We Running From? | В качестве каскадера | Umut Aral, Gökçen Usta   | Турция     |
| 2023      | «Алсанжак»                    | «Alsancak»                                              | солдат               | Can Emre, Günay Günaydın | Турция     |
| 2023-2024 | сериал «Моя прекрасная жизнь» | «Şahane hayatım» dizisi                                 | Рохо                 | Çağrı Bayrak             | Турция     |
| 2024      | сериал «Чырак»                | «Çırak» dizisi                                          | агент                | Ozan Uzunoğlu            | Турция     |
| 2024      | «Умами»                       | «Umami»                                                 | Берно Ташкенова      | Emre Şahin               | Турция     |
| 2025      | «Горная трясогрузка»          | «Жылкычы Чымчык»                                        | Салтанат             | Бегалы Наргозу           | Кыргызстан |

## Роли в театре
| Название                                  | Роль           | Режиссёр            | Страна     |
| ----------------------------------------- | -------------- | ------------------- | ---------- |
| «Пигмалион» Бернард Шоу                   | Клара          | Ali Meriç           | Турция     |
| «Забыть Герострата» Григорий Горин        | Клементина     | Шамиль Дыйканбаев   | Кыргызстан |
| «Девки» Дмитрий Богославский              | Мария          | Чагалдак Замирбеков | Кыргызстан |
| «Юбилей ювелира» Николо Маколлиф          | Елизаветта II  | Валерий Крайнов     | Кыргызстан |
| «История красоты, история уродства» У.Эко | Медуза Горгона | Кирилл Вытоптов     | Россия     |